# 嵯峨鳥居本

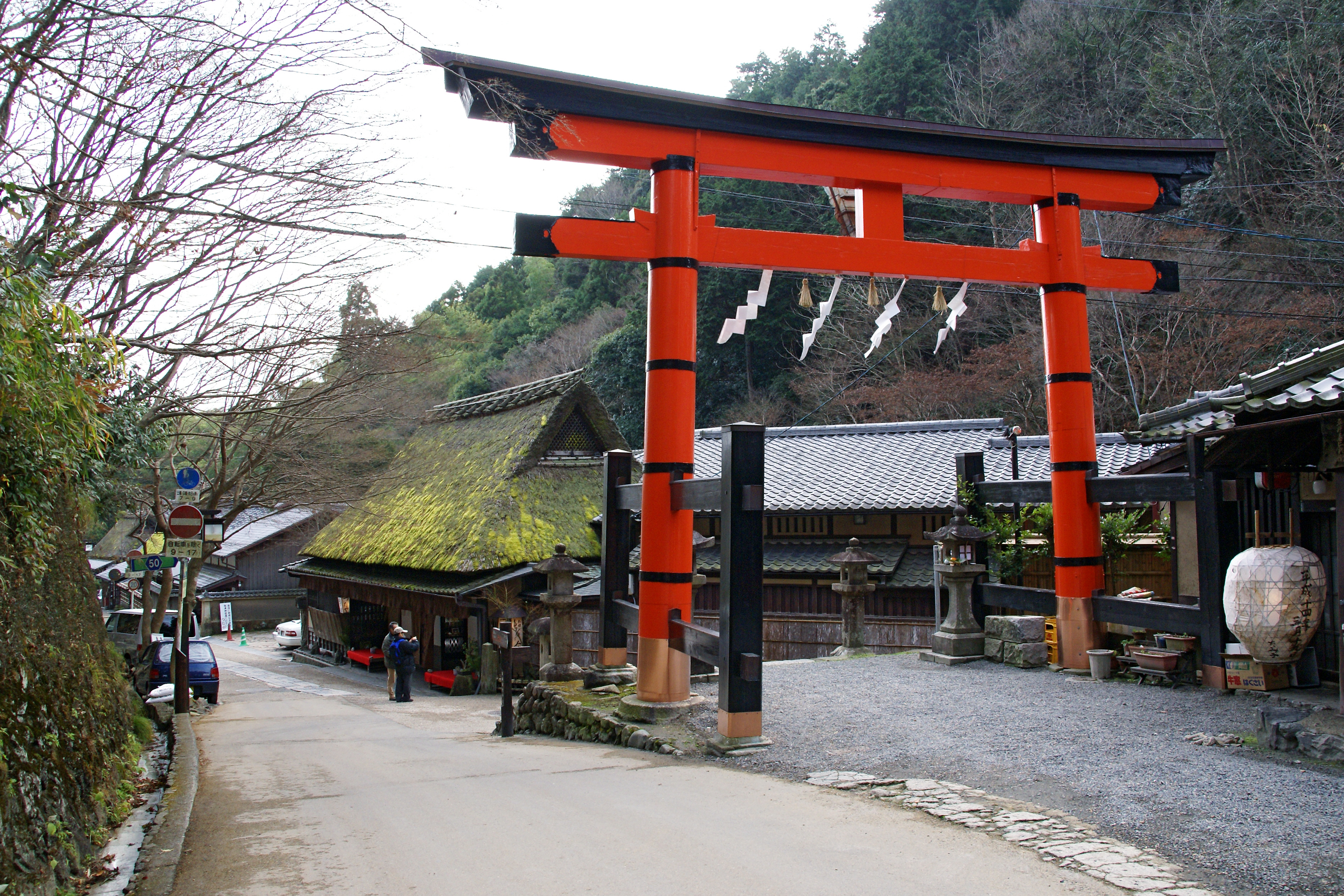
一之鳥居、背後的建物是「つたや」

嵯峨鳥居本（日语：／ Sagatorimoto */?）是日本京都市右京區的地區名。古稱「化野」（／ Adashino），是京都人的埋葬地。現在的街町是由愛宕神社的門前町發展而成，以化野念佛寺為境，分成町家風民家林立的下地區和農家為主的上地區。1979年，選定為國之重要傳統的建造物群保存地區。

## 重要傳統的建造物群保存地區
- 地區名稱：京都市嵯峨鳥居本
- 種別：門前町
- 選定年月日：1979年5月21日
- 選定基準：傳統的建造物群及其周圍之環境顯著的表現地域的特色
- 面積：2.6公頃

## 名所・舊跡・設施
- 化野念佛寺
- 愛宕念佛寺
- 京都市嵯峨鳥居本町並保存館
- 一之鳥居

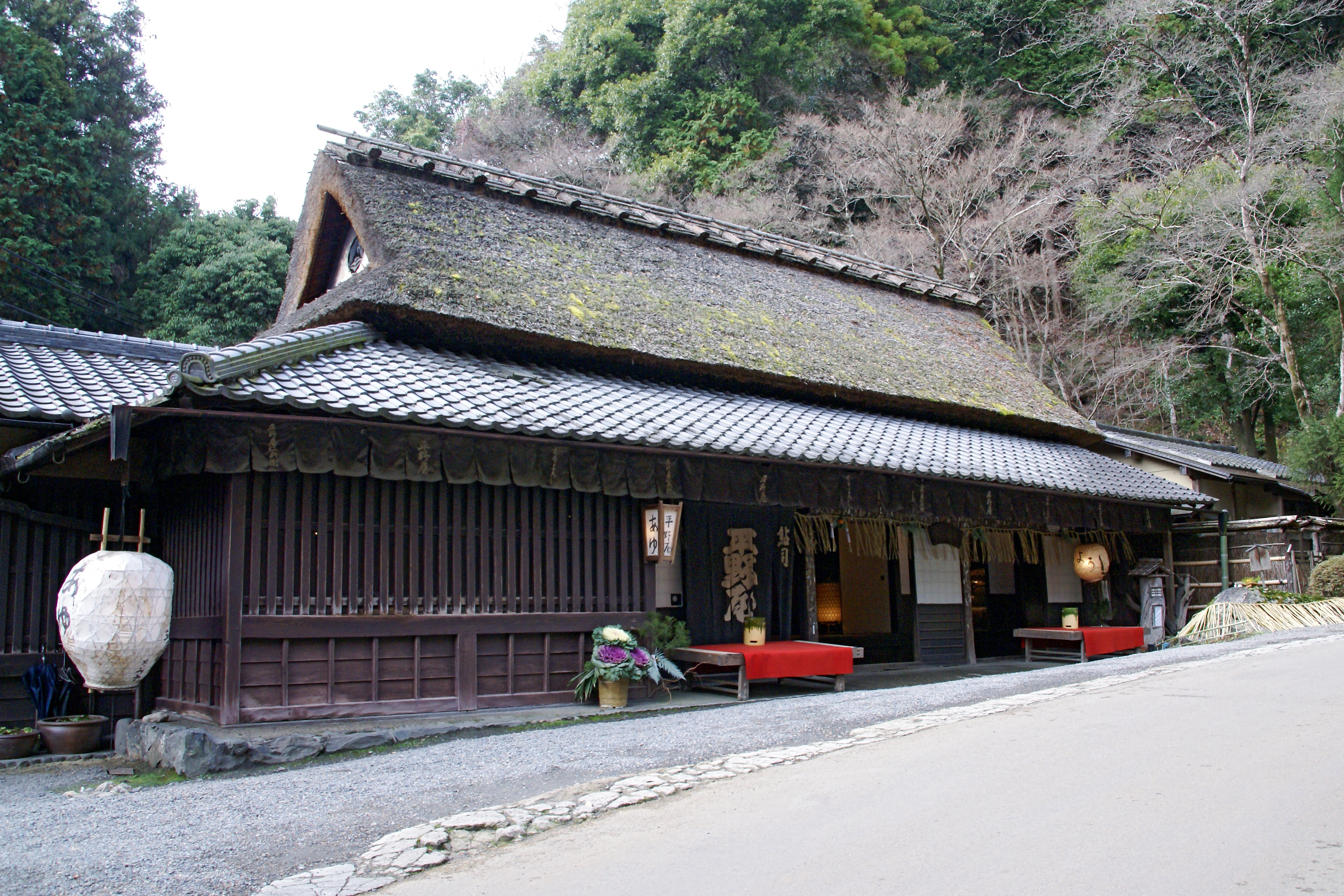
平野屋
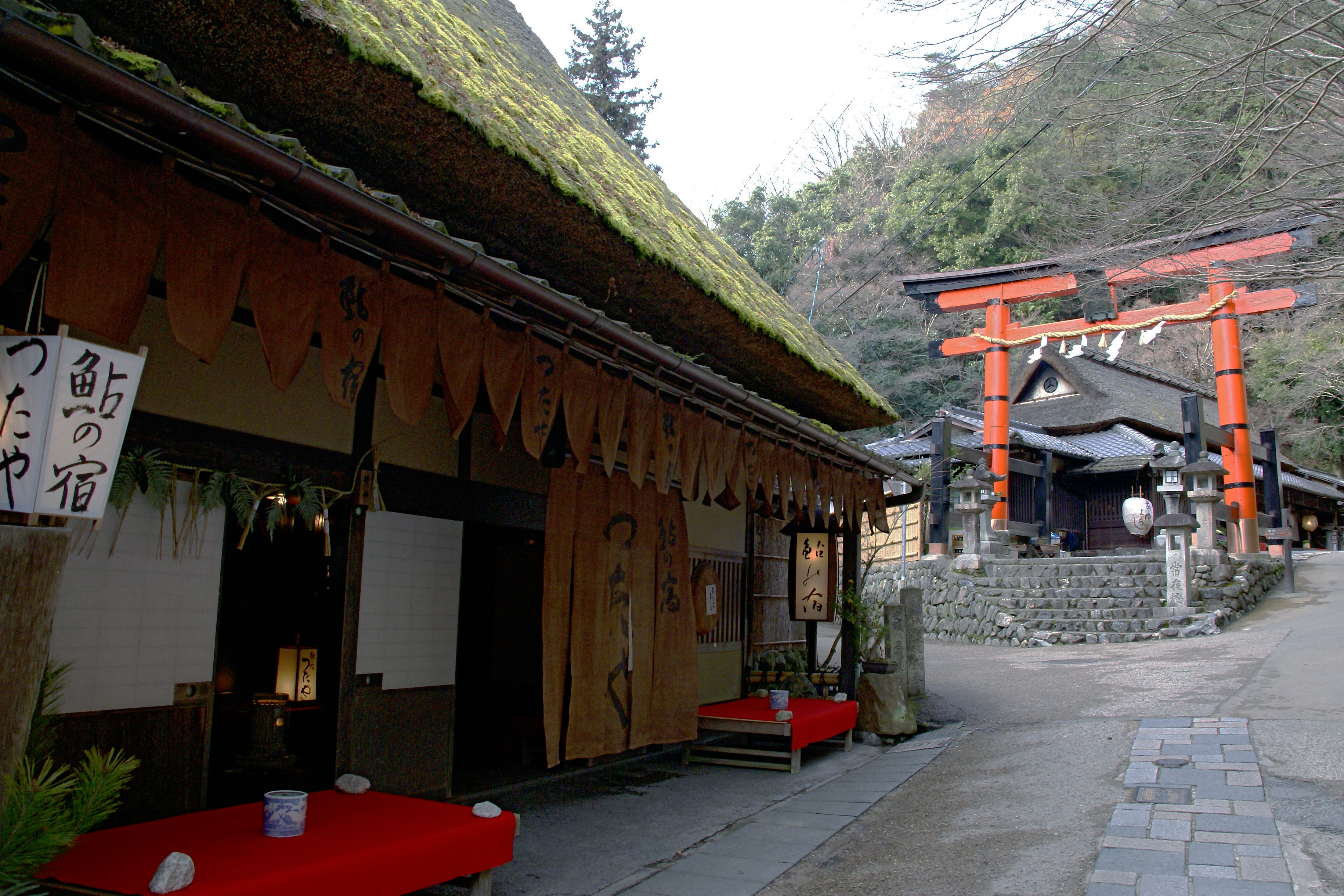
つたや
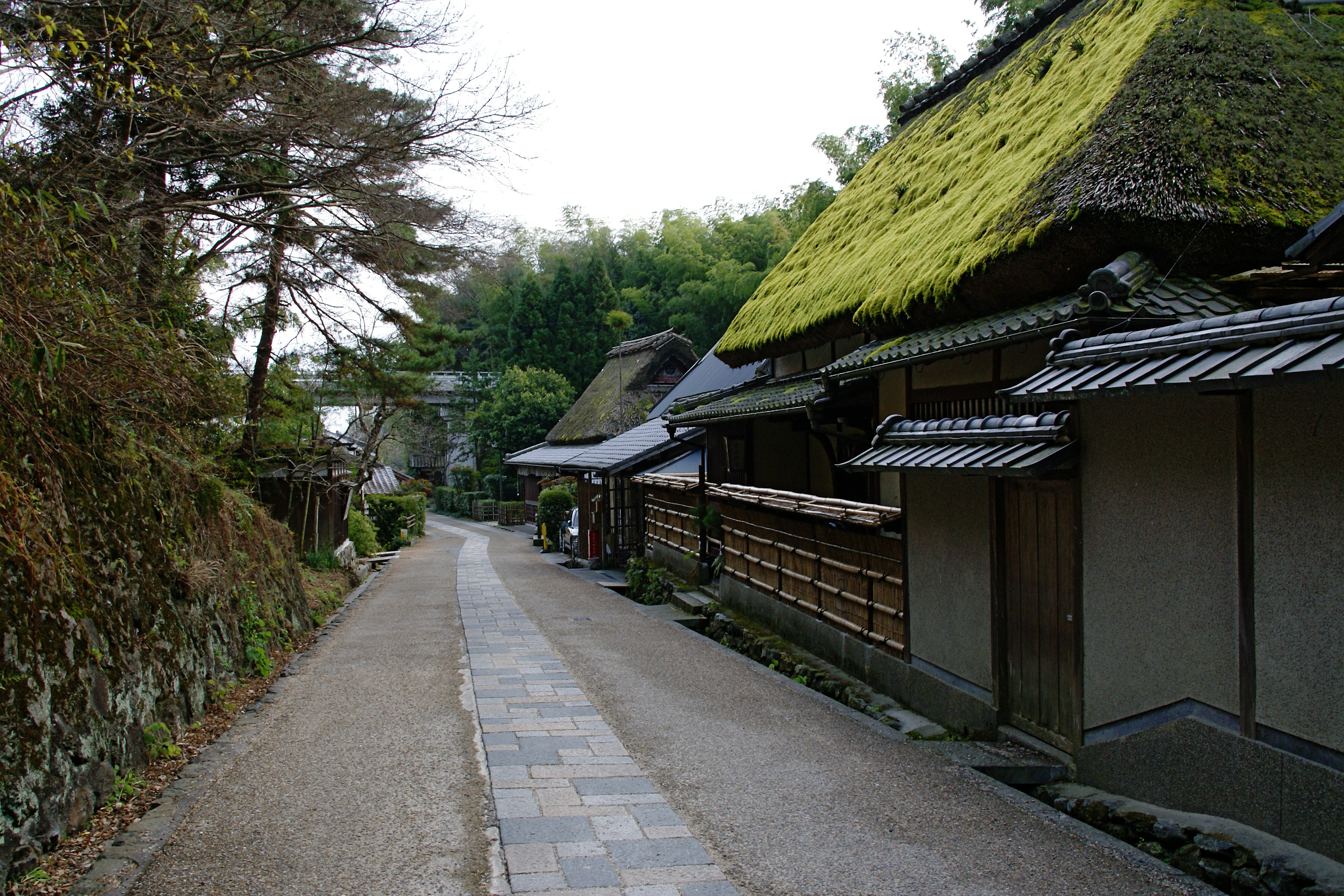
一之鳥居付近，前面是平野屋別館
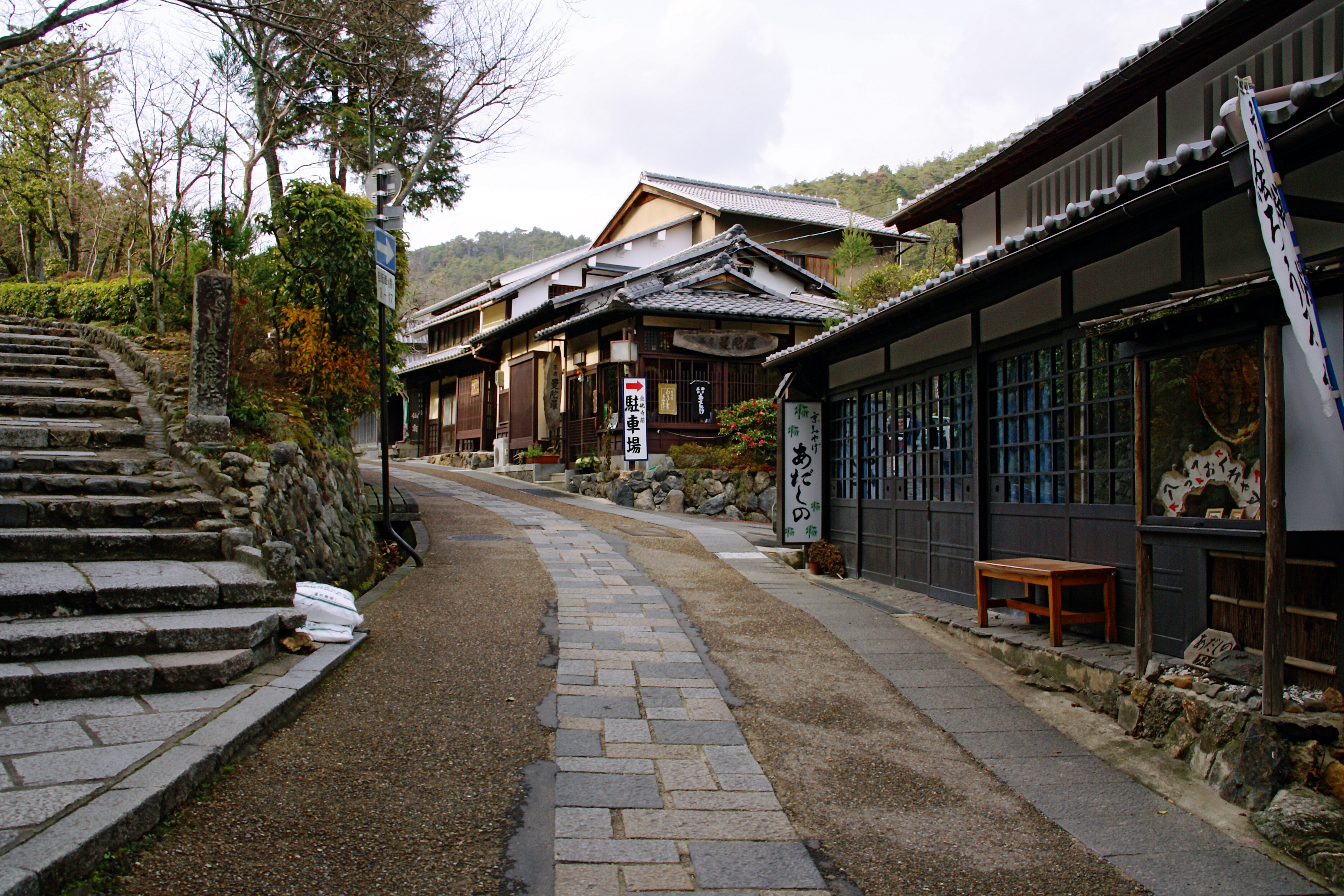
左手是化野念佛寺參道

- 嵯峨野人形之家 - 登錄博物館

- 平野屋
- つたや
- 一之鳥居付近，前面是平野屋別館
- 左手是化野念佛寺參道

## 關連項目
- 嵯峨野